# Vrijheidstraat 4
Vrijheidstraat 4 is een herenhuis gelegen aan de Vrijheidstraat in Aalst, Oost-Vlaanderen in België. Het herenhuis is een beschermd 19e-eeuws gebouw.
- Inventaris van het Bouwkundig Erfgoed (Vlaanderen): 290